# Henry Litolff
Henry Charles Litolff (ur. 6 lutego 1818 w Londynie, zm. 6 sierpnia 1891 w Bois-Colombes) – angielski pianista, kompozytor i wydawca muzyczny.
Uczył się gry na fortepianie początkowo pod kierunkiem ojca, później u Ignaza Moschelesa, który zachwycony talentem chłopca, uczył go bezpłatnie. W roku 1835, w wieku 17 lat poślubił 16-latkę i wobec sprzeciwu rodziców uciekł z nią do Francji.
Od roku 1835 był nauczycielem fortepianu w Melun koło Paryża. Po czterech latach porzucił żonę, za odmowę płacenia alimentów dostał się do więzienia, skąd uciekł do Holandii. 
W roku 1840 zadebiutował w Paryżu jako wirtuoz fortepianu z takim powodzeniem, że wkrótce wystąpił także w Brukseli, Lipsku, Dreźnie, Pradze, Berlinie i Amsterdamie. W latach 1841–1844 pełnił obowiązki kapelmistrza teatralnego w Warszawie. W latach 1847–1860 mieszkał w Brunszwiku, gdzie od roku 1856 kierował założonym 1828 przez Gottfrieda Martina Meyera wydawnictwem muzycznym, nazwanym Henry Litolff’s Verlag. Poślubił wdowę po Meyerze, rozwiódł się z nią w roku 1858. Następnie działał w Paryżu jako pianista i kompozytor.
Dzieła Litolffa obejmują trzy opery, kilka operetek, pięć symfonii koncertujących z fortepianem, koncert skrzypcowy, oratorium, dwie uwertury, utwory na fortepian i pieśni.